# Musée chilien d'art précolombien
Le musée chilien d'art précolombien (en espagnol : Museo Chileno de Arte Precolombino) est un musée situé à Santiago, au Chili, et consacré aux arts précolombiens et aux arts mapuches et aymaras. Il a été ouvert en décembre 1981.

## Collections
Les collections permanentes regroupent des pièces précolombiennes d'Amérique du Sud, d'Amérique centrale et des Antilles ainsi qu'une collection ethnographique de pièces mapuches et aymaras.

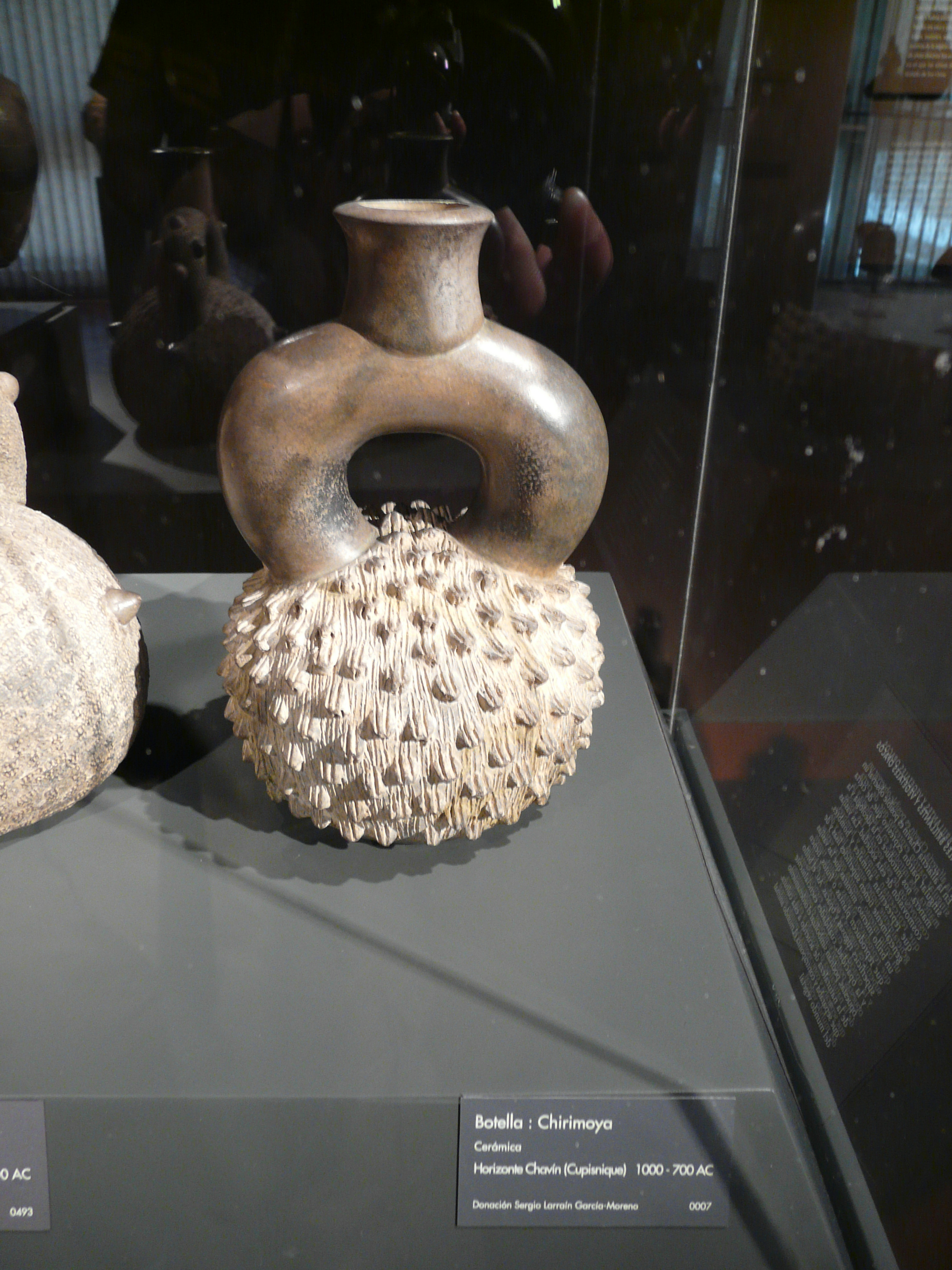
Céramique cupisnique.
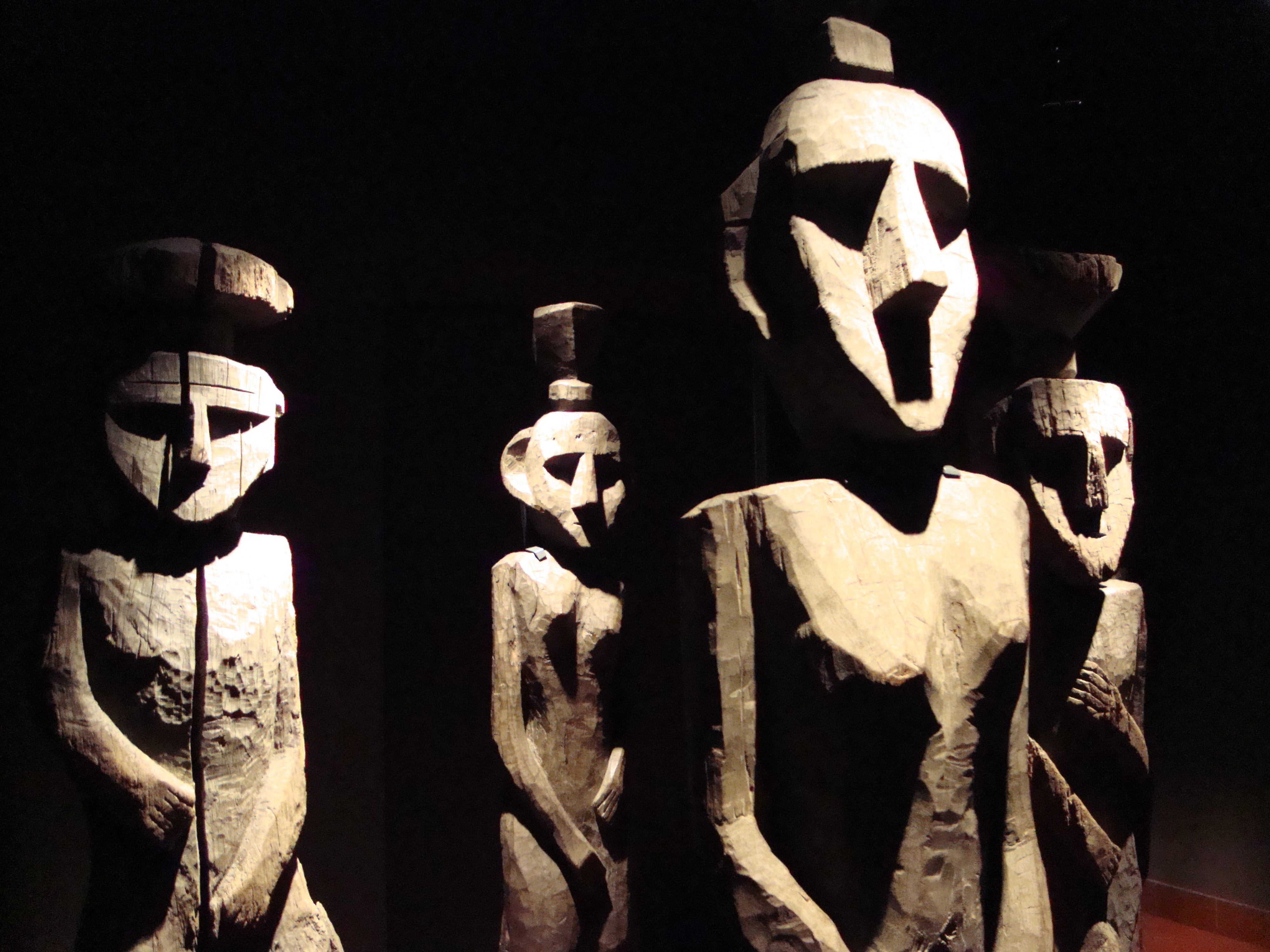
Sculptures mapuches en bois du XIXe siècle.